# カーティス・ボタニカル・マガジン

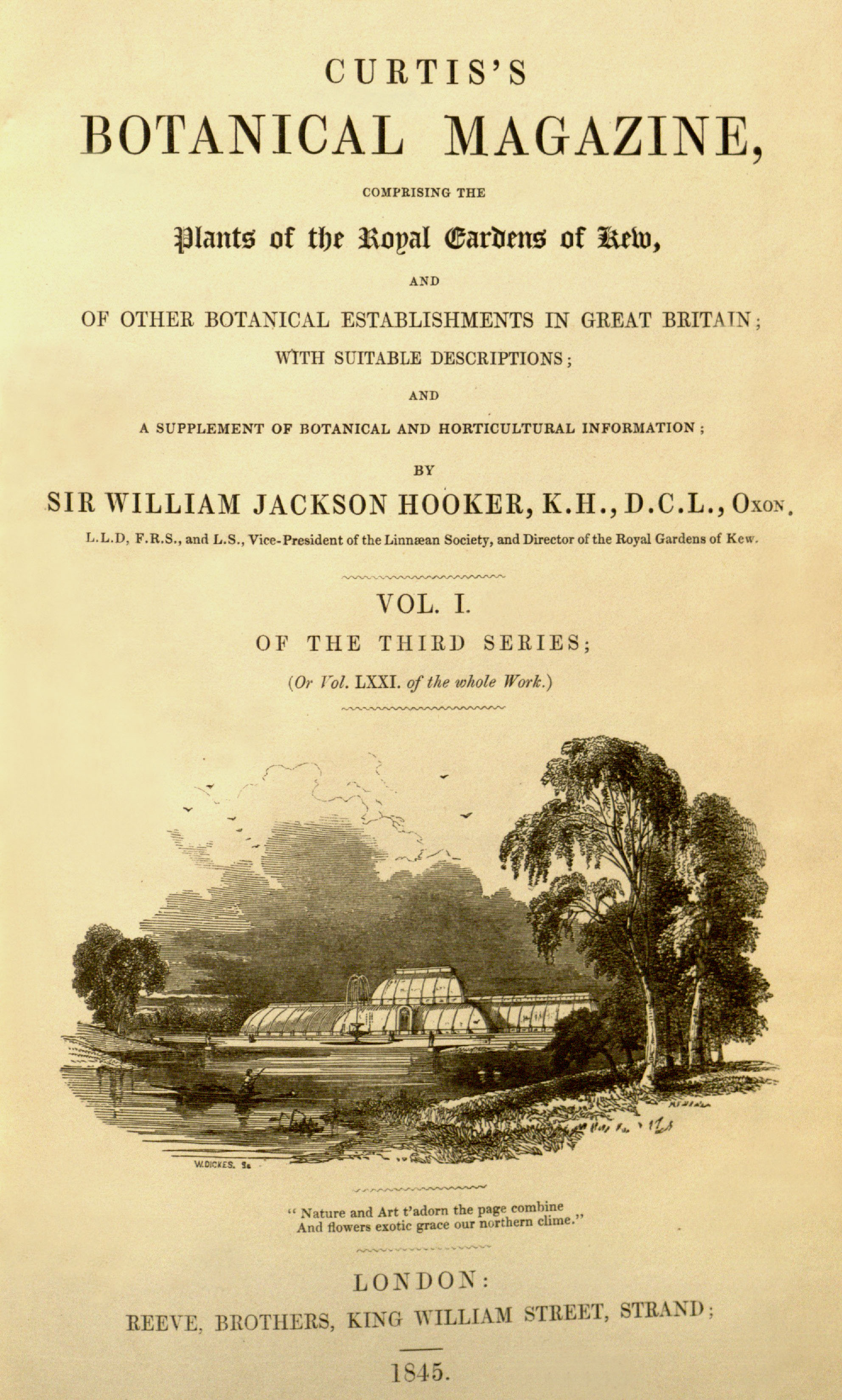
1845年のタイトルページ

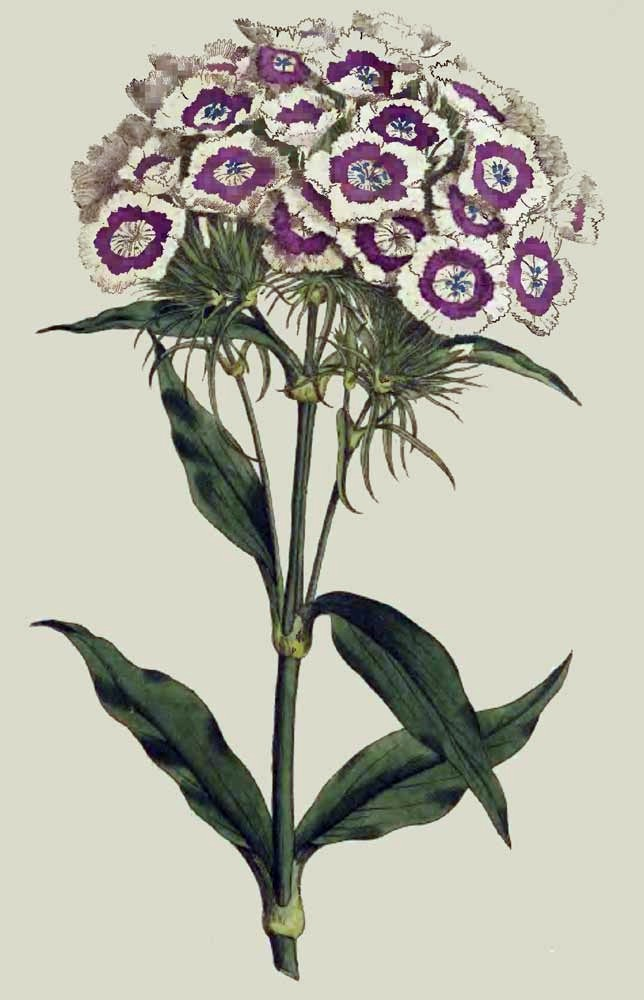
1793年の図版

カーティス・ボタニカル・マガジン（Curtis's Botanical Magazine、The Botanical Magazine; 副題 Flower-Garden Displayed）1787年から発行が始められた植物画雑誌である。
1782年に第1刊が、園芸および植物学の雑誌として、薬剤師で、キューガーデンで働いていたウィリアム・カーティスが創刊した。カーティスはそれまでに、売れ行きは悪かったがその豪華さで評判になった『ロンドンの植物』（"Flora Londinensis"）を出版していた。カーティス・ボタニカル・マガジンはより手軽な八折り判で読者に提供された。最初、図版は手彩色された銅版画で、花の断面図も添えられ、1ページまたは2ページの花の性質、歴史、生育の特徴や一般的な名称などを解説した文章が添えられた。
初期の植物画は大部分をシデナム・エドワーズが描いたが、カーティスの没後、編集を引き継いだジョン・シムとズエドワーズは対立し、エドワーズは自ら植物雑誌『ボタニカル・レジスター』の発刊した。最初の30巻までは銅版画が用いられ、手彩色を加えるために最大30人の作業者が雇われた。価格の上昇と需要の増加を防ぐために、手彩色は取りやめられて機械的な彩色が行われるようになり、均一な品質にはなったが、手彩色ほどの緻密さがえられるまでには長くかかった。
1800年までに13巻までを編集した、ウィリアム・カーティスが没すると、友人のジョン・シムズが1801年から1807年まで編集を行った。1826年から植物学者でキューガーデンの園長、ウィリアム・ジャクソン・フッカーが編集を引き継いだ。フッカーは植物画家にウォルター・フィッチを雇い、フィッチは40年間、メイン画家を務めた。ジョセフ・ダルトン・フッカーが父親の後、1865年にキューガーデンの園長を継ぎ、ボタニカル・マガジンの編集を引き継いだ。
その後、ジョセフ・ダルトン・フッカーのいとこのマチルダ・スミスが1878年から1923年の間、務め2,300を超える図版をボタニカル・マガジンのために描いた。この貢献などによりスミスは女性として2人目のロンドン・リンネ協会の会員に選ばれた。その他に著名なリリアン・スネリングらがいる。
出版は続けられ、1984年から1994年の間はキュー・マガジンと改名されたが、1995年にカーティス・ボタニカル・マガジンに戻され、キューガーデン（王立植物園）が出版している。

## 関連文献
- Rix, Martyn, ed. “Curtis's Botanical Magazine” (英語). Scientific Publications: Journals (キューガーデン出版). ISSN 1355-4905.  オリジナルの2009-09-03時点におけるアーカイブ。 2019年2月13日閲覧. "Each four-part volume contains 24 plant portraits reproduced from watercolour originals (4号構成の各巻に水彩画の原画から縮刷した植物画合計24点を収載)" 出版案内、Online ISSN 1467-8748。季刊 (2月、5月、8月、11月)
- Cahill, Hugh (2006年5月10日). “Case 3: William Curtis and The Botanical Magazine” (英語). Nature observed: The work of the botanical artist.   キングス・カレッジ・ロンドン. 2007年7月30日閲覧。 キングス・カレッジ・ロンドン図書館の特別収蔵品の紹介
- “Curtis's Botanical Magazine. Kew” (英語). IPNI (2003年7月2日). 2007年8月6日閲覧。 “Id: 18697-2”
- Gardham, Julie (2004年10月). “Curtis's Botanical Magazine”. Special Collections Department: Book of the Month.   グラスゴー大学図書館. 2007年8月6日閲覧。 “it is the oldest periodical in existence featuring coloured plates, of which more than 11,000 have now been produced. (カラー彩色の挿絵を載せた最古の定期刊行物。1万1,000号を重ねて現在に至る。)” グラスゴー大学図書館特別収蔵品の紹介